# Chaetodus asuai
Chaetodus asuai är en skalbaggsart som beskrevs av Martinez 1956. Chaetodus asuai ingår i släktet Chaetodus och familjen Hybosoridae. Inga underarter finns listade i Catalogue of Life.